# Numeriano
Marco Aurelio Numerio Numeriano  (c. 253-284), conocido como Numeriano, fue un emperador romano que ostentó el cargo junto con su hermano Carino desde diciembre de 283 hasta su muerte en noviembre de 284. Ambos eran hijos del emperador Caro, un oficial de la Galia que ascendió a prefecto del pretorio durante el reinado de Probo en 282.

## Reinado

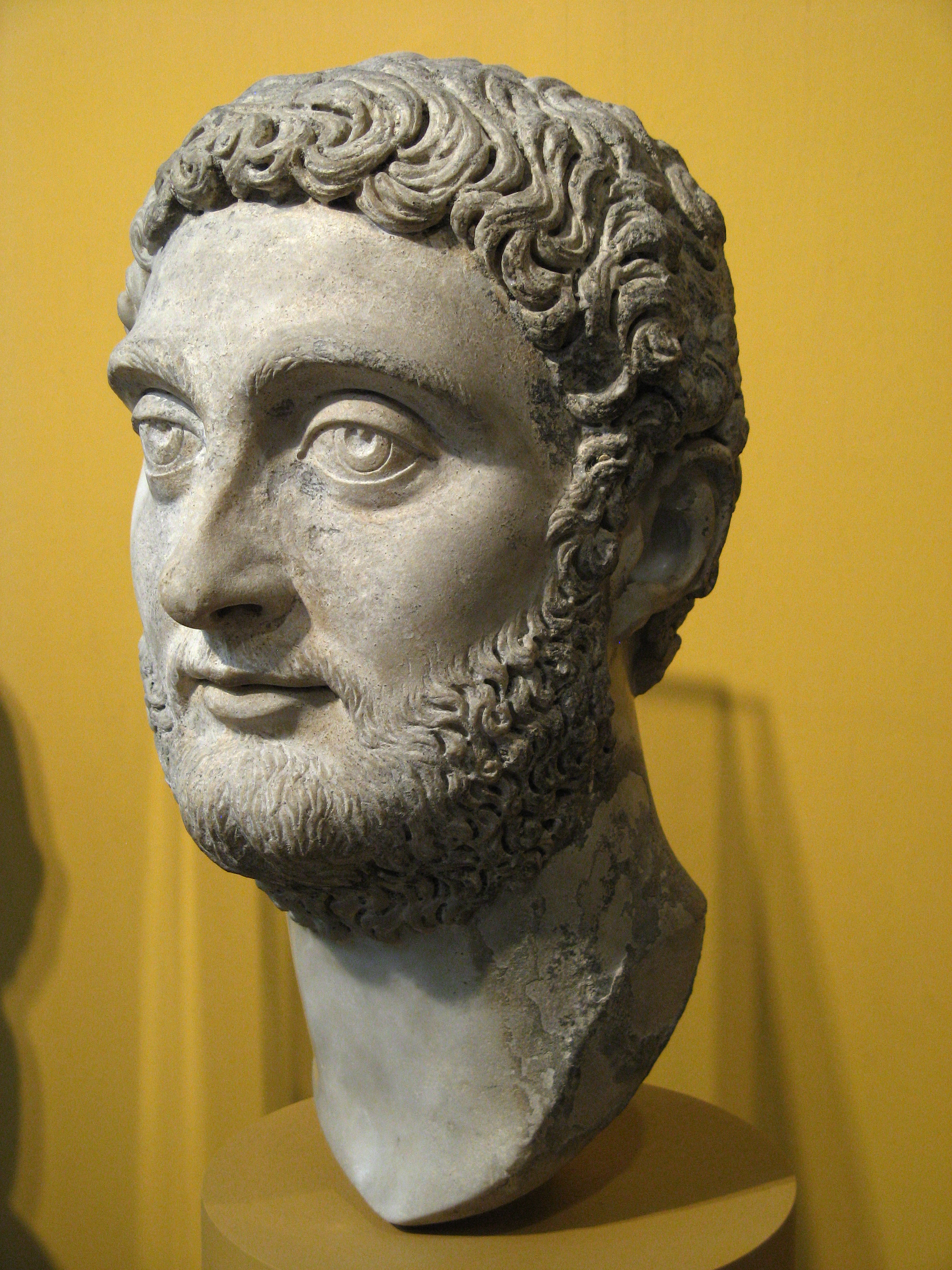
Busto que posiblemente represente a Numeriano, Museo de Bellas Artes de Boston.

Numeriano fue el hijo menor del futuro emperador Caro. Poco o nada se sabe de él hasta la llegada de su padre al trono imperial. En 282, las legiones del alto Danubio en Recia y Nórico proclamaron a Caro emperador, comenzando una rebelión contra Probo.  El ejército de Probo, estacionado en Sirmium (Sremska Mitrovica, Serbia), decidió que no quería luchar contra Caro y en su lugar asesinó a Probo.
  Caro, que por entonces ya tenía sesenta años, quería establecer una nueva dinastía,  e inmediatamente elevó a Carino y a Numeriano al rango de Césares. 
Como Numeriano estaba más bien interesado en las bellas artes y la literatura y de hecho fue comparado con unos de los mejores poetas de su época, su hermano Carino fue ascendido antes que él al rango de augusto y coemperador. Numeriano se quedó con el título de princeps iuventutis.
En 283 Caro dejó a Carino, con su nuevo título de césar, a cargo de la parte occidental del Imperio y se trasladó con Numeriano y su prefecto del pretorio, Apro, a Oriente para comenzar una campaña contra el Imperio sasánida. Los sasánidas se habían visto envueltos en una lucha interna por la sucesión a raíz de la muerte de Sapor I, por lo que no estaban en posición de oponerse al avance de Caro. Según Zonaras, Eutropio y Festo, Caro obtuvo una gran victoria contra los persas, tomando Seleucia y la capital sasánida de Ctesifonte (cerca de la actual Al-Mada'in, en Irak), ciudades a ambos lados del río Tigris.  Como celebración, Numeriano, Caro y Carino adoptaron el título Persici Maximi. Sin embargo, Caro murió en julio o a comienzos de agosto de ese mismo año, al parecer debido a la caída de un rayo. 

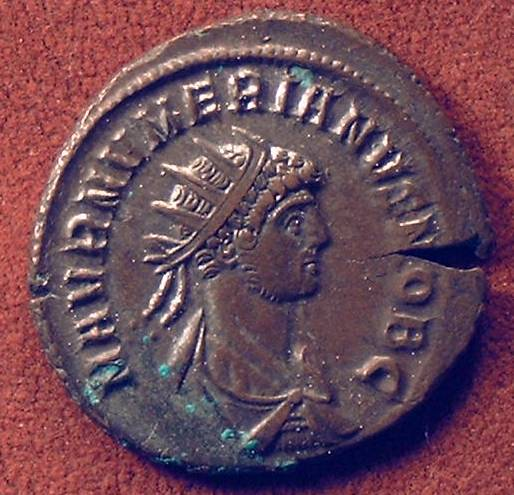
Antoniniano de Numeriano como César

La muerte repentina de Caro convirtió a sus hijos, Numeriano y Carino, en los nuevos emperadores de Roma. Carino marchó directamente a Roma desde la Galia, llegando en enero de 284. Numeriano, sin embargo, permaneció al mando del ejército en la parte oriental del imperio, en donde se encontraba también en campaña junto a su padre. La retirada romana de Persia se realizó de forma ordenada gracias a que el rey persa Bahram II se encontraba en plena lucha por establecer su autoridad y no podía enviar sus fuerzas contra ellos. En cualquier caso, en marzo de 284 Numeriano solo había logrado llegar a Emesa (Homs), en Siria, y en noviembre de ese año todavía se encontraba en Asia Menor. 
Aparentemente en Emesa todavía estaba vivo y con buena salud,. pero, tras dejar la ciudad, sus oficiales, incluyendo al prefecto del pretorio Apro, informaron de que sufría una inflamación ocular y, desde ese momento, viajó en un carromato cerrado. Cuando el ejército llegó a Bitinia, algunos de los soldados de Numeriano percibieron un olor a putrefacción que emanaba del carro. Abrieron las cortinas y encontraron el cadáver de Numeriano.
Apro solo informó oficialmente de la muerte de Numeriano entonces, en el mes de noviembre. Los generales y tribunos de Numeriano formaron un concilio para determinar la sucesión y eligieron a Diocles como nuevo emperador (en adelante conocido como Diocleciano), a pesar de los esfuerzos de Apro por conseguir el apoyo de los oficiales. El 20 de noviembre de 284 el ejército de oriente se reunió en una colina situada a unos ocho kilómetros de Nicomedia y aclamó unánimemente a Diocles como su nuevo augusto, que aceptó formalmente la púrpura imperial. Levantó su espada a la luz del sol e hizo un juramento en el que rechazaba cualquier responsabilidad por la muerte de Numeriano. Afirmó que Apro había matado a Numeriano  y, a la vista de todos, le clavó su espada y le mató.
De acuerdo con la poco fiable Historia augusta, Numeriano fue un hombre cuyos logros literarios fueron considerables, conocido por ser un gran orador y poeta. Ninguna otra fuente aporta otro dato sobre su personalidad.
Durante el reinado de Carino, Numeriano fue divinizado. Luego, cayó junto a los demás miembros de su familia bajo la damnatio memoriae.
Algunos historiadores modernos dudan de la versión antigua que se ha trasmitido de la muerte de Numeriano. Algunos sostienen que murió de causas naturales y los oficiales intentaron esconder la muerte para evitar motines en el ejército. Otros incluso sospechan de Diocleciano o de haber tenido parte activa en el asunto o al menos de haberse aprovechado de la situación con falsas acusaciones.[cita requerida][¿quién?]